# Wenn du König wärst
Wenn du König wärst (Originaltitel The Kid Who Would Be King) ist ein britischer Fantasy-Abenteuerfilm von Joe Cornish, der am 15. Februar 2019 in die Kinos im Vereinigten Königreich und am 18. April 2019 in die deutschen Kinos kam.

## Handlung
Die Alltagsprobleme von Alex scheinen nebensächlich, als er das mythische Schwert Excalibur findet. Alex, ein Schuljunge in Großbritannien, der nun das mächtigste Schwert der Geschichte in den Händen hält, muss jetzt gemeinsam mit seinen Freunden die Pläne einer mittelalterlichen Bösewichtin namens Morgana durchkreuzen, die die Welt vernichten will.
Da Alex ohne Vater aufwuchs, sondern lediglich von seiner Mutter großgezogen wurde, könnte es irgendwo in seiner Familienlinie eine mögliche Verbindung zu König Artus geben. Daher akzeptiert Alex das scheinbar ausschließliche Schicksal, das ihm auferlegt wurde. Ihm zur Seite steht auch der Zauberer Merlin, der mit einem heftigen Niesen zwischen drei Formen wechseln kann. Mal tritt er als sein gealtertes Alter-Ego auf, meistens jedoch erscheint er als junger Mann, kann sich aber auch in eine Eule verwandeln.

## Produktion

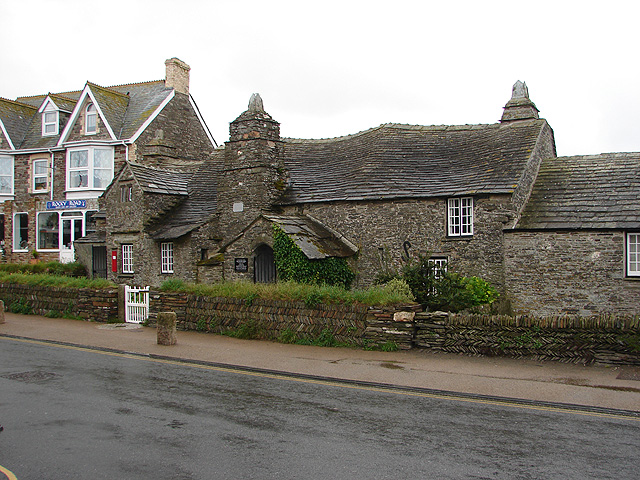
Einer der Drehorte in England: das Old Post Office in Tintagel

Regie führt Joe Cornish, der auch das Drehbuch zum Film schreibt.
Louis Ashbourne Serkis, der Sohn von Andy Serkis, spielt im Film Alex. Patrick Stewart übernahm die Rolle des Zauberers Merlin, Angus Imrie spielt diesen in seiner jungen Erscheinung.
Die Dreharbeiten wurden Ende September 2017 in London begonnen. Im weiteren Verlauf des Jahres drehte man in Tintagel, einer Ortschaft an einem zerklüfteten Küstenabschnitt der Grafschaft Cornwall im äußersten Südwesten Englands, dort unter anderem am Old Post Office.
Die Filmmusik stammt von dem Musikkollektiv Electric Wave Bureau von Damon Albarn. Der Soundtrack, der insgesamt 33 Musikstücke umfasst, soll von Milan Records veröffentlicht werden.
Der Film kam am 15. Februar 2019 in die Kinos im Vereinigten Königreich und am 18. April 2019 in die deutschen Kinos. Der Start in den USA erfolgte bereits am 25. Januar 2019.

## Rezeption

### Altersfreigabe und Filmgenre
In Deutschland wurde der Film von der FSK ab 6 Jahren freigegeben. Die Filmkritikerin Antje Wessels beschreibt Wenn du König wärst als ein sehr sympathisches Abenteuer für die ganze Familie, und der Film laufe darauf hinaus, dass nur, wer zusammenhält, auch schwierige Zeiten bestehen kann.

### Kritiken und Einspielergebnis
Der Film stieß bislang auf die Zustimmung von 90 Prozent der Kritiker bei Rotten Tomatoes und erreichte hierbei eine durchschnittliche Bewertung von 6,9 der möglichen 10 Punkte. Zudem ging der Film aus den 21. Annual Golden Tomato Awards in der Kategorie Best Kids & Family Movies 2019 als Sieger hervor.
Peter Debruge von Variety schreibt, Joe Cornish, der Regisseur von Attack the Block, unterziehe die Legende von König Artus einer zeitgemäßen Anpassung voller Retro-Zutaten aus den 1980er Jahren, wodurch er wie von Steven Spielberg produzierte Abenteuerfilme aus dieser Zeit wirke. Cornish lasse niemals zu, dass der Film zu dunkel wird, so Debruge weiter, und niemals befinde sich eine menschliche Figur in ernster Gefahr. Zudem mache er es den Kindern oft viel zu leicht, ihre verzauberten Gegner zu überwältigen.
Antje Wessels schreibt, Cornish gelinge es tatsächlich, die bereits unzählige Male verfilmte Geschichte rund um König Artus, das Schwert Excalibur und die Ritter der Tafelrunde in ein ganz neues Gewand zu kleiden und verweist auf Guy Ritchies gescheiterten Versuch, ein Filmuniversum rund um die Figur aufzubauen. Mit wie viel Charme und Esprit Cornish dieses durchgekaute Thema hier neu adaptiere, sei schlicht umwerfend: „Er bettet die Artusepik stilsicher in ein sich in der Gegenwart spielendes Coming-of-Age-Abenteuer ein und findet dabei toll ausformulierte Bezüge zur Vorlage: Egal ob die Namen der Protagonisten, das Einbetten der berühmt berüchtigten Tafelrunde oder der Fund des Schwerts: ‘Wenn du König wärst’ ist ganz offensichtlich charmante Verbeugung und Variation der Arthur-Saga in einem.“ Die Neuinterpretation lebe in erster Linie von ihren Hauptfiguren, so Wessels, und Louis Serkis, Dean Chaumoo, Tom Taylor und Rhianna Dorris wüchsen im Laufe der knapp zwei Stunden glaubhaft zu einer eingeschworenen Gemeinschaft zusammen und funktionieren als solche hervorragend.
Die weltweiten Einnahmen des Films aus Kinovorführungen belaufen sich auf 32,1 Millionen US-Dollar.

### Einsatz im Schulunterricht
Das Onlineportal kinofenster.de empfiehlt den Film für die Unterrichtsfächer English, Deutsch, Geschichte und Ethik und bietet Materialien zum Film für den Unterricht. Dort schreibt Christian Horn, in den Fächern Deutsch und Englisch könne ein Vergleich mit dem Originaltext oder früheren Adaptionen die Besonderheiten der Neufassung herausstellen. Wie die Sage folge Wenn du König wärst einer 5-Akt-Struktur, und Bedders betone die Anlage als jugendliche Heldenreise, wenn er Artus in eine Reihe mit Luke Skywalker und Harry Potter stellt. Eine Figurenanalyse könne untersuchen, in welchen Punkten sich die Charaktere weiterentwickeln, so Horn.
Der Film wird von der Jugend-Filmjury der Deutschen Film- und Medienbewertung empfohlen. Dort heißt es: „Dieser Film zeigt, wozu Kinder heutzutage in der Lage sind, wenn es um schulfrei oder unsere Zukunft geht (#FFF – Fridays For Future). Vielleicht müssen wir uns nochmal an den Ehrenkodex der Ritter erinnern, um erst uns und dann die Welt zu verändern.“

## Synchronisation
Die deutsche Synchronisation entstand nach einem Dialogbuch und der Dialogregie von Sven Hasper im Auftrag der Berliner Synchron GmbH Wenzel Lüdecke.
| Darsteller             | Synchronsprecher  | Rolle         |
| ---------------------- | ----------------- | ------------- |
| Louis Ashbourne Serkis | Oskar Hansch      | Alex          |
| Dean Chaumoo           | Max Asmus         | Bedders       |
| Tom Taylor             | Oliver Szerkus    | Lance         |
| Rhianna Dorris         | Derya Flechtner   | Kaye          |
| Angus Imrie            | Sebastian Fitzner | junger Merlin |
| Rebecca Ferguson       | Berenice Weichert | Morgana       |
| Denise Gough           | Diana Borgwardt   | Mary          |
| Patrick Stewart        | Kaspar Eichel     | Merlin        |